# Kočín-Lančár
Kočín-Lančár este o comună slovacă, aflată în districtul Piešťany din regiunea Trnava. Localitatea se află la altitudinea de 207 m deasupra n.m., se întinde pe o suprafață de 13,12 km2 și în 2017 număra 521 de locuitori.

## Istoric
Localitatea Kočín-Lančár este atestată documentar din 1262.

## Demografie
| An:                | 1994 | 2004   | 2014   | 2024   |
| ------------------ | ---- | ------ | ------ | ------ |
| Număr de persoane: | 542  | 521    | 525    | 503    |
| Diferență:         |      | −3,87% | +0,76% | −4,19% |

| An:                | 2023 | 2024 |
| ------------------ | ---- | ---- |
| Număr de persoane: | 503  | 503  |
| Diferență:         |      | +0%  |